# Larry Hodgson
Pour les articles homonymes, voir Hodgson.
Larry Hodgson (né en 1954 à Scarborough et mort le 26 octobre 2022), dit le « Jardinier paresseux », est un chroniqueur, animateur de radio et écrivain canadien spécialiste de l'horticulture.

## Biographie
Référence dans son domaine de l'horticulture, il est connu pour avoir tenu des chroniques destinées aux jardiniers amateurs. Autodidacte et francophone, il travaille pour le quotidien Le Soleil à partir du milieu des années 1980,.
Auteur d'un blog à succès à partir 2014, il tient aussi plusieurs années une émission Dans mon jardin avec Larry Hodgson diffusée sur CHMG-TV et une émission de radio hebdomadaire consacrée à l'horticulture sur CKIA-FM. Dans la presse écrite, il fait des chroniques pour de nombreux magazines spécialisés en horticulture et sera durant un temps le rédacteur en chef de plusieurs revues comme HousePlant Magazine et Fleurs, Plantes et Jardins.
Malade d'une fibrose pulmonaire, il est mort grâce à la procédure d'aide médicale à mourir (suicide assisté)